# Iwogumoa pengi
Iwogumoa pengi là một loài nhện trong họ Amaurobiidae.
Loài này thuộc chi Iwogumoa. Iwogumoa pengi được miêu tả năm 1999 bởi Ovtchinnikov.